# Dwa serca w Jukonie
Dwa serca w Jukonie (ang. Hearts Of The Yukon) – komiks Dona Rosy z 1995 r., należący cyklu Życie i czasy Sknerusa McKwacza (jako część 8C).
Historia po raz pierwszy była wydana we wrześniu 1995 r. w amerykańskiej publikacji Walt Disney Giant # 1. Pierwsze polskie wydanie (pod tytułem W sercu Jukonu) pochodzi z 2001 r.

## Fabuła
Akcja toczy się w 1898 r. Do Dawson przybywa Samuel Benfield Steele, by jako przedstawiciel Kanadyjskiej Królewskiej Policji Konnej zaprowadzić porządek w mieście. Wrogowie Sknerusa wykorzystują obecność przedstawiciela prawa dla oskarżenia kaczora o działania wbrew prawu. Złotka O'Gilt decyduje się formalnie wnieść oskarżenie przeciw McKwaczowi (za jej porwanie, opisane na kartach Więźnia Doliny Białej Śmierci), licząc na to, że skłoni to Sknerusa do powrotu do niej.
Jeden z policjantów zawiadamia McKwacza o wniesionym przeciw niemu oskarżeniu i o cofnięciu jego prawa do złotonośnej działki do czasu wyjaśnienia sprawa. Na wieść o tym, że oskarżycielem jest Złotka, Sknerus udaje się do Dawson.
Po przybyciu do miasta Sknerus zaczyna szukać Złotki, próbując jednocześnie uniknąć konfrontacji z pułkownikiem Steele'em i ominąć szalejący w mieście pożar. McKwacz spotyka Złotkę w jej salonie gier, ale zostaje ogłuszony w trakcie gaszenia pożaru. Złotka wynosi Sknerusa z płonącego budynku, ale przedstawia sytuację w sposób sugerujący, że to Mckwacz uratował ją. Na wieść o tym pułkownik Steele wycofuje wszystkie zarzuty wobec McKwacza i zwraca mu prawo do działki.
Sknerus, wracając do Doliny Białej Śmierci, otrzymuje od policjanta list napisany przez Złotkę (przekonaną, że gdy kaczor przeczyta list, wróci do niej). Sknerus, po długim wahaniu, nie otwiera listu i zostawia go na szlaku.

## Okoliczności powstania
Don Rosa napisał tę historię w sposób podobny do Króla Klondike, gdzie między Złotką a Sknerusem nie dochodzi prawie do żadnych interakcji. Nie chciał, by żadne z nich poniosło uszczerbek na honorze, zniżając się do bezpośrednich błagań o powrót. Zdawał sobie jednocześnie sprawę, że takie zakończenie historii młodej pary kaczorów może nie odpowiadać fanom, wskazał więc, że komiks Czy to jawa, czy sen? zawiera jej alternatywne zakończenie.

## Postacie historyczne
Na kartach komiksu znalazły się trzy postacie historyczne:
- pułkownik Samuel Steele, sprawujący porządek na terenie nowo powstałego terytorium Jukon,
- William H. Scarth, inspektor Kanadyjskiej Królewskiej Policji Konnej,
- Jack London (jako asystent pułkownika Steele'a, zapisujący w szczególności jego przemówienia)[5].